# Mesastymachus silvae
Mesastymachus silvae är en stekelart som beskrevs av Girault 1923. Mesastymachus silvae ingår i släktet Mesastymachus och familjen sköldlussteklar. Inga underarter finns listade i Catalogue of Life.